# Союз МС-19
Союз МС-19 (№ 749) — пілотований космічний корабель, запуск здійснено 5 жовтня 2021 року. До міжнародної космічної станції доставлено одного учасника космічних експедиції МКС-65/66 та двох учасників космічної експедиції МКС-65 — членів знімальної групи фільму «Виклик».

## Екіпаж
На борту корабля повністю російський екіпаж у складі космонавта Роскосмоса Антона Шкаплерова, кінорежисера Клима Шипенка та актриси Юлії Пересільд. Планується, що Клим Шипенко та Юлія Пересільд повернуться на Землю 17 жовтня 2021 року кораблем Союз МС-18. У складі екіпажу посадки Союз МС-19 30 березня 2022 року — Антон Шкаплеров, Петро Дубров та Марк Ванде Хей.
| Космонавт       | Посада                      | # польоту       | Корпорація      |                 |                 |                 |
| Основний екіпаж | Основний екіпаж             | Основний екіпаж | Основний екіпаж | Основний екіпаж | Основний екіпаж | Основний екіпаж |
| --------------- | --------------------------- | --------------- | --------------- | --------------- | --------------- | --------------- |
| Антон Шкаплеров | Командир ТПК «Союз МС»      | 4               | Роскосмос       |                 |                 |                 |
| Клим Шипенко    | Бортінженер-1 ТПК «Союз МС» | 1               | Перший канал    |                 |                 |                 |
| Юлія Пересільд  | Бортінженер-2 ТПК «Союз МС» | 1               | Перший канал    |                 |                 |                 |
| Дублери         |                             |                 |                 |                 |                 |                 |
| Андрій Федяєв   | Командир ТПК «Союз МС»      | 1               | Роскосмос       |                 |                 |                 |
| Денис Матвєєв   | Бортінженер-1 ТПК «Союз МС» | 1               | Роскосмос       |                 |                 |                 |
| Анна Кікіна     | Бортінженер-2 ТПК «Союз МС» | 1               | Роскосмос       |                 |                 |                 |
| Екіпаж посадки  |                             |                 |                 |                 |                 |                 |
| Антон Шкаплеров | Командир ТПК «Союз МС»      | 4               | Роскосмос       |                 |                 |                 |
| Петро Дубров    | Бортінженер-1 ТПК «Союз МС» | 1               | Роскосмос       |                 |                 |                 |
| Марк Ванде Хей  | Бортінженер-2 ТПК «Союз МС» | 2               | НАСА            |                 |                 |                 |

## Запуск та політ
Запуск пілотованого корабля «Союз МС» здійснено 5 жовтня 2021 року о 08:55:02 (UTC) за допомогою ракети-носія «Союз-2.1а» з стартового майданчика № 31 космодрому Байконур. Зближення з МКС відбувалось за короткою схемою, протягом двох обертів. Через менше ніж 3,5 години корабель успішно пристикувався до станції.
30 березня о 07:21:03 (UTC) корабель Союз МС-19 із трьома космонавтами на борту (Антон Шкаплеров, Петро Дубров, Марк Ванде Хей) від'єднався від МКС та о 11:28:26 (UTC) успішно приземлився у заданому районі Казахстану